# Landesbank Baden-Württemberg
La Landesbank Baden-Württemberg (LBBW) è una banca tedesca con sede a Stoccarda.
Essa è una delle banche più grandi della Germania.

## Proprietà
Lo Stato del Baden-Württemberg e la Sparkassenverband posseggono ognuno il 40,53% della società mentre il 18,93% sono proprietá della città di Stoccarda.